# Klein Gartz
Klein Gartz is een plaats en voormalige gemeente in de Duitse deelstaat Saksen-Anhalt, en maakt deel uit van de Landkreis Altmarkkreis Salzwedel.
Klein Gartz telde eind 2003 142 inwoners. Het is een Ortschaft van de gemeente Salzwedel, en ligt 13 kilometer ten oost-zuidoosten van de stad van die naam.

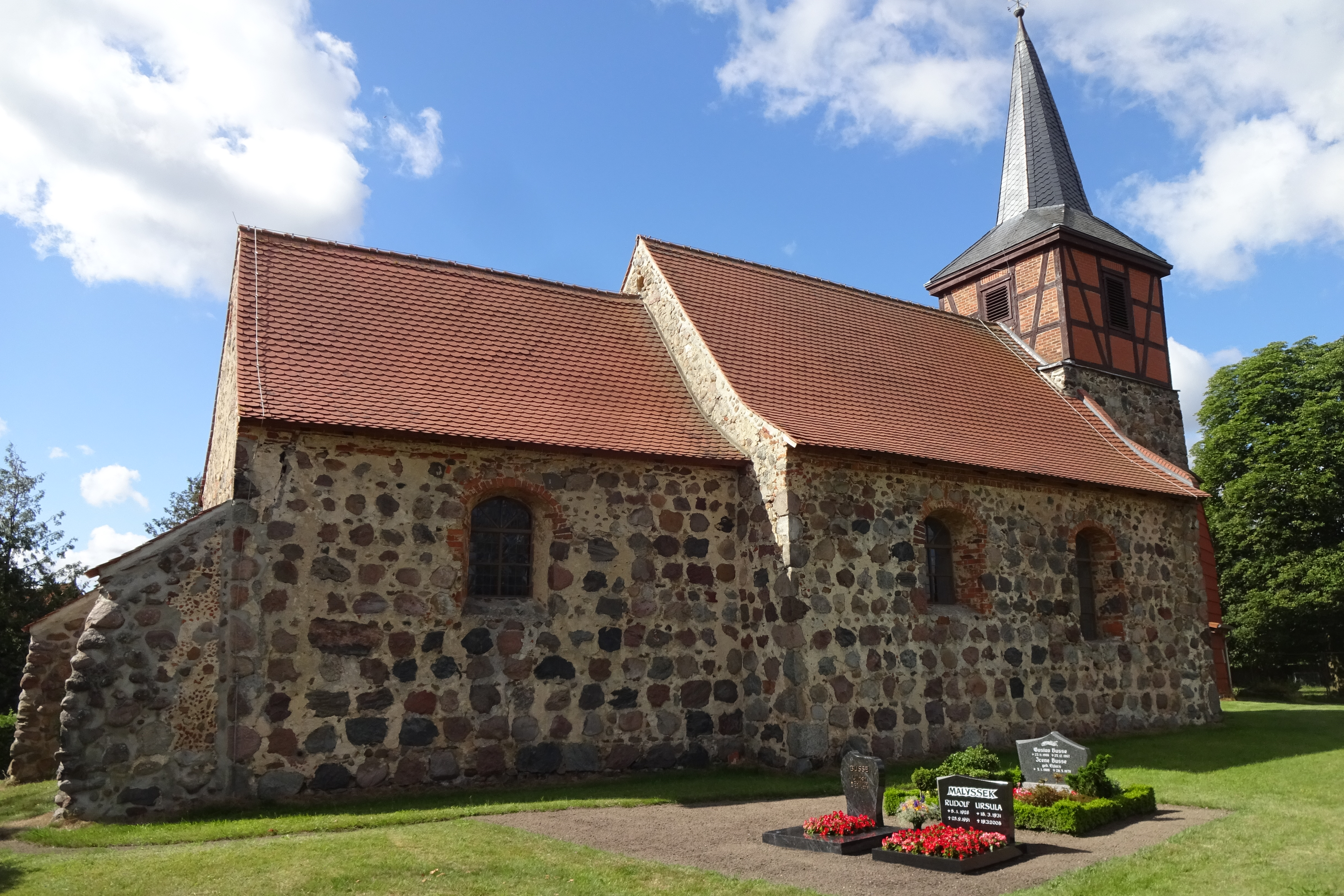
Dorpskerk te Klein Gartz

In het dorp staat een evangelisch-lutherse  dorpskerk,  die in de 13e eeuw gebouwd werd. 